# Авдеев, Виталий Павлович
Вита́лий Па́влович Авде́ев (6 мая 1938, Осинники — 18 июня 1999, Новокузнецк) — российский учёный-специалист по автоматизации производства, доктор технических наук, профессор, лауреат Государственной премии СССР.

## Биография
Родился 6 мая 1938 года в городе Осинники Кемеровской области в семье рабочих. Окончил школу № 3 родного города в 1956 году и сразу же поступил на работу в Трест «Осинникуголь» электрослесарем жилищно-коммунального хозяйства.
Спустя два года, в 1958 году поступил в Сибирский металлургический институт, который окончил в 1963 году по специальности «Автоматизация и комплексная механизация металлургических предприятий». В этом же году поступил в аспирантуру на кафедру автоматизации металлургического производства, где одновременно работал и ассистентом. В ноябре 1967 года защитил диссертацию на соискание учёной степени кандидата технических наук на тему «О методе построения функциональных моделей сложных металлургических объектов», а в 1984 году — докторскую диссертацию на тему «Основы построения, разработка и внедрение производственно-исследовательских систем управления металлургическими процессами».
Прошёл все ступени преподавательской деятельности на родной кафедре автоматизации металлургического производства (позже, автоматизации производств и исследований): ассистент (1966—1967), старший преподаватель (1967—1968), доцент (1968—1980), профессор (1980—1984), заведующий кафедрой (1984—1992). Ещё, будучи доцентом кафедры, В. П. Авдеев был назначен руководителем группы молодых специалистов, чья научная работа была отмечена в 1977 году Всесоюзной премией Ленинского комсомола.
В 1992 году В. П. Авдеев основал новую кафедру — систем информатики и управления, которой руководил до конца жизни. На кафедре под его руководством была создана и внедрена, инновационная по тому времени, Авторская комплексная образовательная система (АКОС), которая в тесном взаимодействии с промышленными предприятиями и организациями совместно разрабатывали образовательные программы и готовили дипломированных специалистов по автоматизации и информатизации широкого профиля для конкретных областей экономики и производства.
В период с 1990 по 1992 годы В. П. Авдеев был избран членом правления творческого Союза изобретателей РСФСР; членом-корреспондентом Инженерной Академии СССР и Международной Инженерной Академии; действительным членом Российской инженерной Академии и Академии инженерных наук.
С 1992 года и до конца жизни являлся председателем Кузбасского центра Академии инженерных наук.
Умер 18 июня 1999 года в Новокузнецке.

## Научная деятельность
Авдеев Виталий Павлович являлся основателем и руководителем научного направления Вариантника — теории и практики многовариантных структур, средств, систем и, в общем, многовариантных формирований различного содержания и назначения.
В рамках данного научного направления особо выделены: производственно-исследовательские автоматизированные системы с многовариантной структурой; многовариантные активные системы; многовариантные образовательно-интегрированные комплексы; многовариантные информационные и информационно-материальные технологии: методы натурно-математического моделирования и восстановительно-прогнозирующего управления; изобретательские решения по измерителям, фильтрам, регуляторам, идентификаторам, тренажёрам, имитаторам.
Научная школа под руководством профессора В. П. Авдеева принимала деятельное участие в создании и освоении больших автоматизированных комплексов на ряде отечественных предприятий в творческом взаимодействии со студентами, аспирантами, докторантами и с ведущими специалистами Кузбасса, Урала, Москвы, Липецка, Череповца, Караганды, Днепропетровска; поддерживала тесные связи со многими научными школами России, стран бывшего СССР; со многими преподавателями вузов России, Украины, Белоруссии, Казахстана, Литвы и специалистами научных учреждений, активно участвовала в научных и в научно-практических конференциях международного, республиканского и регионального уровней.
По состоянию на 1998 год В. П. Авдеев подготовил 4-х докторов наук и 36 кандидатов наук, автор более 450 научных работ, 150 изобретений и ряда учебно-научно-методических разработок по комплексному объединению образования с научной и производственной деятельностью на базе многовариантных структур, средств и систем.
За теоретические и научно-практические разработки в области автоматизации промышленного производства в 1981 году В. П. Авдеев стал лауреатом премии Совета Министров СССР, в 1983 году ему присуждено почётное звание «Заслуженный изобретатель РСФСР». В 1989 году за создание автоматизированных систем с многовариантной структурой для управления промышленными комплексами профессор В. П. Авдеев стал лауреатом Государственной премии в области науки и техники. В 1991 году ему присуждено почётное звание «Заслуженный деятель РСФСР».
Являясь крупным научным деятелем, специалистом в области многовариантных систем информатики и автоматизации учебного, научного и производственного назначения, профессор Авдеев Виталий Павлович и его научная школа Вариантника стали известны не только в России, постсоветском пространстве, но и в странах дальнего зарубежья.

## Основные учебные издания
- Идентификация промышленных объектов с учётом нестационарностей и обратных связей : учебное пособие / В. П. Авдеев, Т. М. Даниелян, П. Г. Белоусов ; Сибирский металлургический институт. — Новокузнецк, 1984. — 88 с.
- Восстановительно-прогнозирующие системы управления : учебное пособие для вузов / В. П. Авдеев [и др.]. — Кемерово : КемГУ, 1984. — 91 с.
- Многоканальные организационные механизмы : Опыт применения в АСУ / Авдеев В. П., Бурков В. Н., Еналеев A.K., Киселёва Т. В.. — М.: ИПУ РАН, 1986. — 42 с.
- Натурно-математическое моделирование в системах управления : учеб. пособие / В. П. Авдеев. — Кемерово : КемГУ, 1987. — 84 с.
- Комбинированное управление конвертерной плавкой / М. И. Волович, В. П. Авдеев, И. П. Герасименко, Е. В. Протопопов. — Кемерово : Книжное издательство, 1990. — 142 с.
- Производственно-исследовательские системы с многовариантной структурой / В. П. Авдеев. — Новокузнецк : Кузбасский филиал Инженерной Академии, 1992. — 188 с.
- Фракталы. Детерминированный хаос : учебный комплект первоисточников. Общие представления. Вып. 1 / сост. : В. П. Авдеев, Л. И. Криволапова; Сиб. мет. ин-т. — Новокузнецк, 1994. — 188 с. : ил.
- Многовариантная технология профессиональной ориентации и адаптация обучения / сост. В. Г. Кинелёв, Н. М. Кулагин, В. П. Авдеев, Т. В. Киселёва, Е. П. Фетинина; СибГИУ. — Новокузнецк, 1998. — 31 с.
- Концепция системной многовариантности образования (общее представление концепции) / сост. В. Г. Кинелёв, Н. М. Кулагин, В. П. Авдеев, Л. И. Криволапова; СибГИУ. — Новокузнецк, 1998. — 35 с.
- Многовариантное типирование интеллекта с гибкой профориентацией и адаптацией обучения : учебное пособие для вузов / В. П. Авдеев; Сиб. гос. индустр. ун-т. — Новокузнецк, 1999. — 73 с.

## Награды
- Премия Ленинского комсомола за 1977 год
- Премия Совета министров СССР за 1981 год
- Заслуженный изобретатель РСФСР (1983 г.)[1]
- Государственная премия СССР за 1989 год
- Заслуженный деятель науки и техники РСФСР (13 сентября 1991) - за заслуги в научно-педагогической деятельности[2]